# مجید نفیسی
مجید نفیسی (متولد ۳ اسفند ۱۳۳۰) شاعر و پژوهشگر ایرانی مقیم آمریکا است.
در سیزده سالگی شعرهایش در «جنگ اصفهان» در کنار کارهایی از محمد حقوقی، هوشنگ گلشیری و ابوالحسن نجفی چاپ شد. بعد پایش به نشریه «آرش» سیروس طاهباز و نشریه «خوشه» احمد شاملو باز شد و شعرش در کنار شعر فروغ فرخزاد قرار گرفت. 
مجید نفیسی در هفده سالگی با انتشار کتاب «شعر به عنوان یک ساخت» به عنوان یک منتقد ادبی شناخته شد و با حضور در کنار احمد رضا احمدی و بیژن الهی در «جزوه شعر» اسماعیل نوری علا از سردمداران موج نوی شعر ایران شد. کتابش برای کودکان تحت عنوان «راز کلمه ها» در کانون پرورش فکری کودکان و نوجوانان چاپ شد و جایزه سلطنتی کتاب را گرفت. پس از قبولی در آزمون اعزام به خارج به آمریکا رفت تا در دانشگاه کالیفرنیا لس آنجلس زبانشناسی بخواند ولی به فاصله ای کوتاه به کنفدراسیون محصلین و دانشجویان ایرانی جذب شد.
وی در سال ۱۹۸۳، یک سال و نیم پس از اعدام  همسرش، عزت طبائیان، به خارج آمد و اکنون با پسرش، آزاد، در لس آنجلس زندگی می کند. از آن زمان وی چندین کتاب شعر به پارسی و انگلیسی سروده و کتاب‌های انتقادی متعددی منتشر ساخته است. آخرین کتاب او به انگلیسی، پدر و پسر، در سال ۲۰۰۳ توسط Red Hen Press منتشر شد. در همان سال یکی از سروده‌های مشهور وی با عنوان «نمی خواهمت ای نفت!» در کتاب "شاعران علیه جنگ" (Poets Against the War) به ویراستاری سام همیل (Sam Hamill) به چاپ رسید. 
نفیسی در سال ۱۹۹۶ با نوشتن پایان‌نامه‌ای درباره سروده‌های نیما یوشیج و مدرنیستم در ادبیات پارسی موفق به دریافت دکترا در رشته زبان‌ها و فرهنگ‌های خاورمیانه از دانشگاه کالیفرنیا در لوس آنجلس است.

## آثار
- در پوست ببر: مجموعۀ شعر ۱۳۴۸

https://disk.yandex.com/i/O_KJc5X_uF5qpg
- راز کلمه‌ها: قصۀ کودکان ۱۳۴۹

https://disk.yandex.com/i/GFw8UcXU_D-k-g
- شعر به عنوان یک ساخت: نقد ادبی۱۳۴۹

https://disk.yandex.com/i/6t2sSBCWs20m2w
- حزب جمهوری اسلامی با دو شمشیر زنگ زده: کلریکالیسم و سرمایه داری دولتی. تهران، ۱۳۵۹
- https://www.bashgaheadabiyat.com/product/2-shamshire-zangzade/
- پس از خاموشی: 111 شعر۱۳۶۴

https://disk.yandex.com/i/m28dV9pzDm_mFA
- اندوه مرز: مجموعه شعر ۱۳۶۸

https://disk.yandex.com/i/ZSzA2-3iCkzgPg
- شعرهای ونیسی: مجموعۀ شعر۱۳۷۰

https://disk.yandex.com/i/9wXFDb97c6atQw
- در جستجوی شادی: در نقد فرهنگ مرگ پرستی و مردسالاری در ایران۱۳۷۰

https://disk.yandex.com/i/8UZnWuu10Umk8g
- مدرنیسم و ایدئولوژی در ادبیات فارسی: بازگشت به طبیعت در شعر نیما یوشیج: رسالۀ دکترا ۱۳۷۵ (انگلیسی)

Modernism and Ideology in Persian Literature
A Return to Nature in the Poetry of Nima Yushij
Majid Naficy
https://disk.yandex.com/i/EY-_d1687d42DA
- پدر و پسر: مجموعۀ شعر ۱۳۷۸

https://yadi.sk/i/GUP4k5_V2wPdCw
- پدر و پسر: مجموعۀ شعر-1378. به زبان انگلیسی

Father & Son
Majid Naficy
https://yadi.sk/i/MfUopcYELTeAAw
- کفش‌های گل آلود: مجموعۀ شعر ۱۳۷۸

Muddy Shoes
Majid Naficy
https://disk.yandex.com/i/iuxuD9JZgDxcrg
- شعر و سیاست: و بیست و چهار مقالۀ دیگر  ۱۳۷۸

https://disk.yandex.com/i/s7VUrgtLQrVvig
- سرگذشت یک عشق: دوازده شعر پیوسته ۱۳۷۷

https://disk.yandex.com/i/jQlI3h62cZ-myA
- بهترین‌های نیما: ۱۳۷۹. گزینش، ویرایش و پیش گفتار از مجید نفیسی

https://disk.yandex.com/i/4uP_VaTGyVgG8g
- آهوان سم‌کوب: برگزیدۀ اشعار ۱۳۸۲

https://disk.yandex.com/i/AR-WE5HxbfmckQ
- گنج عزت: شعر و نثر  ۱۳۹۴

https://disk.yandex.com/i/seZuU05jlu1ZUw
- من خود ایران هستم: و سی و پنج مقالۀ دیگر ۱۳۸۵

https://disk.yandex.com/i/f1qXGPPfkL3hKg
- عشق و مرگ در ادبیات فارسی و چهل مقاله‌ی دیگر ۱۳۹۸

https://disk.yandex.com/i/868q_PHp5cg8gw
- جیرجیرک و شش شعر بلند دیگر. نشر آوا نوشت، تهران، ۱۳۹۴
- بدرود و شعرهای کوتاه دیگر. نشر آوا نوشت، تهران، ۱۳۹۷

- عشق آمریکائی من: سی و دو شعر برای وندی. انتشارات آفتاب، نروژ، به فارسی، ۱۳۹۹
- https://www.bashgaheadabiyat.com/product/my-american-love-persian/

My American Love: Thirty-two  Poems for Wendy. Aftab Publisher, Norway, 2021, In English
https://www.bashgaheadabiyat.com/product/my-american-love-english/
- پوده: تک نگاری. نشر آوا نوشت. تهران،  ۱۴۰۰
- پیکار در پیکار: من و جنبش چپ. نشر آفتاب، نروژ، 1401 (2022)
- https://www.bashgaheadabiyat.com/product/peykar-dar-peykar/
- مادر و پدر: سی و شش شعر. نشر آفتاب، نروژ، 1401 خورشیدی
- https://www.bashgaheadabiyat.com/product/mother_and_father_fa/
- Mother and Father: Thirty-Six Poems. Aftab publication, Norway, 2023
- https://www.bashgaheadabiyat.com/product/mother_and_father_en
- جرات به اندیشیدن و انقلاب ژینا: هیجده مقاله از مجید نفیسی. انتشارات کرم کتاب، پرو، 2023
- https://www.lulu.com/shop/%D9%85%D8%AC%DB%8C%D8%AF-%D9%86%D9%81%DB%8C%D8%B3%DB%8C/%D8%AC%D8%B1%D8%A3%D8%AA-%D8%A8%D9%87-%D8%A7%D9%86%D8%AF%DB%8C%D8%B4%DB%8C%D8%AF%D9%86-%D9%88-%D8%A7%D9%86%D9%82%D9%84%D8%A7%D8%A8-%DA%98%DB%8C%D9%86%D8%A7/paperback/product-9y252z.html?page=1&pageSize=4
- A Witness for Ezzat: Thirty Poems, Aftab Publisher, Norway, 2024
- https://www.amazon.com/-/de/dp/B0D53CY9GG/ref=sr_1_1?__mk_de_DE=%C3%85M%C3%85%C5%BD%C3%95%C3%91&crid=Y89SVJ17W7QZ&dib=eyJ2IjoiMSJ9.W8Ej-QmiaPfNgDi52E3_ZQ.glXafl9bqraEjXLXW8eRTv0UHneBFY-JkieHrLwTN70&dib_tag=se&keywords=A+Witness+for+Ezzat&qid=1716805181&s=books&sprefix=a+witness+for+ezzat%2Cstripbooks-intl-ship%2C186&sr=1-1
- شاهدی برای عزت: سی شعر. نشر آفتاب، نروژ، 1403
- https://www.lulu.com/shop/majid-naficy-%D9%85%D8%AC%DB%8C%D8%AF-%D9%86%D9%81%DB%8C%D8%B3%DB%8C/a-witness-for-ezzat-%D8%B4%D8%A7%D9%87%D8%AF%DB%8C-%D8%A8%D8%B1%D8%A7%DB%8C-%D8%B9%D8%B2%D8%AA/paperback/product-7kg2k8y.html?page=1&pageSize=4
- درباره آثار:

- جلیل دوستخواه: بررسی "مدرنیسم و ایدئولوژی در ادبیات فارسی" مجید نفیسی.

https://disk.yandex.com/d/0cVWJJHrm2tBvA
- امین حدادی: تراشکاری فلز اینده: چهار پاره و یک آنتولوژی از پرتره ی مجید نفیسی. نشر بارو، 1399
- https://www.bashgaheadabiyat.com/product/tarashkariye-feleze-ayande/?fbclid=IwAR2Xk9m7_pE2_-I4SUse26dfDASncwcPOEImEqjYUEocRbOAGZPvOtfCDC8

- Louise Steinman: "Poet of the Revolution: Majid Naficy's Tragic Journey Home", LA Weekly, February 2001

/https://www.laweekly.com/poet-of-the-revolution/